# Балка Широка (пам'ятка природи)
Балка Широка — ботанічна пам'ятка природи місцевого значення в Україні. Розташована на території Єланецького району Миколаївської області, у межах Малоукраїнської сільської ради.
Площа — 5 га. Статус надано згідно з рішенням Миколаївської обласної ради № 7 від 13.05.1993 року задля охорони зональних угруповань формацій.
Заказник перебуває на північ від села Дружелюбівка.
Територія заповідного об'єкта слугує для збереження та охорони зональних угруповань формацій ковил волосистої та Лессінга.